# Tiết canh

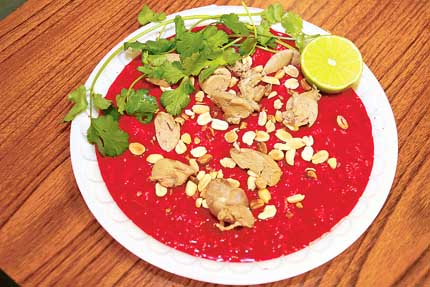
Tiết canh

Tiết canh ist ein traditionelles Gericht der vietnamesischen Küche, das aus rohem Schweine- oder Entenblut hergestellt wird.

## Zubereitungsarten
Das frische Blut wird zunächst mit Hilfe von fermentierter Fischsauce ungerinnbar gemacht. Neben Brühe werden noch verschiedene Gewürze, Kräuter, Erdnüsse sowie gekochtes Fleisch beigegeben und das Ganze gekühlt. Tiết canh wird als Kaltgericht gegessen.

## Risiken
Insbesondere rohes Schweineblut ist durch eine mögliche Kontamination mit Streptococcus suis ein Risikofaktor. Gerade in asiatischen Ländern kommt es jedes Jahr zu Infektionen mit dem Keim, die zum Teil schwere Verläufe bis hin zu Sepsis und Tod nehmen können. Diese Infektionen sind oft Folge des Konsums von Tiết canh.